# Pseudomyrmex gracilis
Pseudomyrmex gracilis é uma espécie de formiga do género Pseudomyrmex, subfamilia Pseudomyrmecinae. Foi descrita cientificamente por Fabricius em 1804.
É uma espécie grande e delgada nativa do México e as zonas áridas dos Estados Unidos. As operárias medem entre 8 e 10 milímetros (0,31 a 0,39 polegadas) de longo e, pelo geral, têm uma aparência e um estilo de movimento similares às de uma vespa. As formigas operárias são bicolores; a cabeça e o gaster são escuros, enquanto as antenas, as peças bucais, o tórax e as patas são de cor laranja mate com sombras escuras. Com frequência pode-se-lhes ver na vegetação, procurando insetos vivos ou colectando mielada de insetos chupadores de savia.
Se a colónia alguma vez encontra-se sem uma rainha, as formigas operárias formam hierarquias de domínio ao brigar com seus antenas. Isto leva a que um par de indivíduos de alta faixa ponham ovos até que regresse uma nova rainha.